# Аллельное исключение
Аллельное исключение — процесс, при котором в диплоидной клетке экспрессируется лишь один аллель гена, в то время как экспрессия другого аллеля подавлена.
Существует два разных механизма аллельного исключения. В первом случае аллель гена может быть подавленным на стадии транскрипции, что приводит к экспрессии только второго аллеля. Во втором случае оба аллеля могут транскрибироваться, но посттранскрипционные и посттрансляционные механизмы приводят к элиминации продукта одного из аллелей.
Механизмы аллельного исключения не изучены до конца.

## Аллельное исключение в В-лимфоцитах
Аллельное исключение наиболее часто встречается у генов, кодирующих поверхностные клеточные рецепторы, и наиболее подробно изучено для клеток иммунной системы — В-лимфоцитов. При созревании В-лимфоцитов успешная V(D)J рекомбинация гена, кодирующего тяжёлую цепь иммуноглобулина, на одной хромосоме приводит к тому, что в другой хромосоме V(D)J перестройка блокируется. В случае неуспешной перестройки в одной хромосоме, происходит перестройка в гомологичной хромосоме. Если перестройка генов в обеих хромосомах не заканчивается успехом, клетка погибает.
В результате аллельного исключения все антигенные рецепторы одного лимфоцита имеют одинаковую последовательность аминокислот в вариабельных доменах тяжёлых цепей. Так как специфичность антигенсвязывающего участка определяется как вариабельным участком тяжёлой цепи, так и вариабельным участком лёгкой цепи, закодированным в соответствующем локусе генома, В-лимфоциты, имеющие одинаковые продукты рекомбинации тяжелых цепей, будут скорее всего отличаться из-за различий в генах легких цепей.